# Trinxera de Schliemann

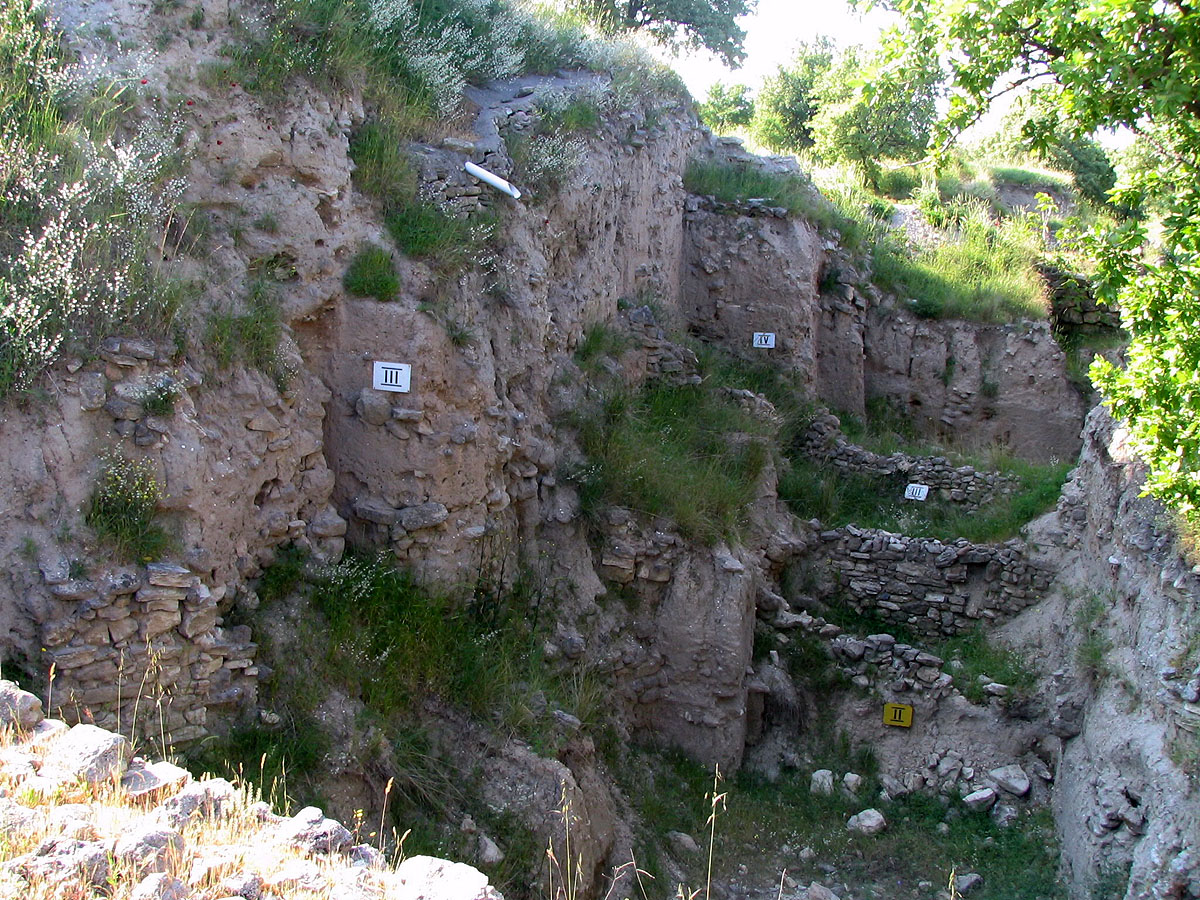
La trinxera de Schliemann, vista el 2012

La Trinxera de Schliemann (a vegades denominada Gran Trinxera de Schliemann) és el nom comunament donat a un tall de 17 metres fet a Hisarlik, Turquia, entre 1871 i 1890 per Heinrich Schliemann, quan cercava les ruïnes de Troia. En cavar aquesta trinxera, Schliemann va destruir gran part del jaciment.

## Excavació de la trinxera

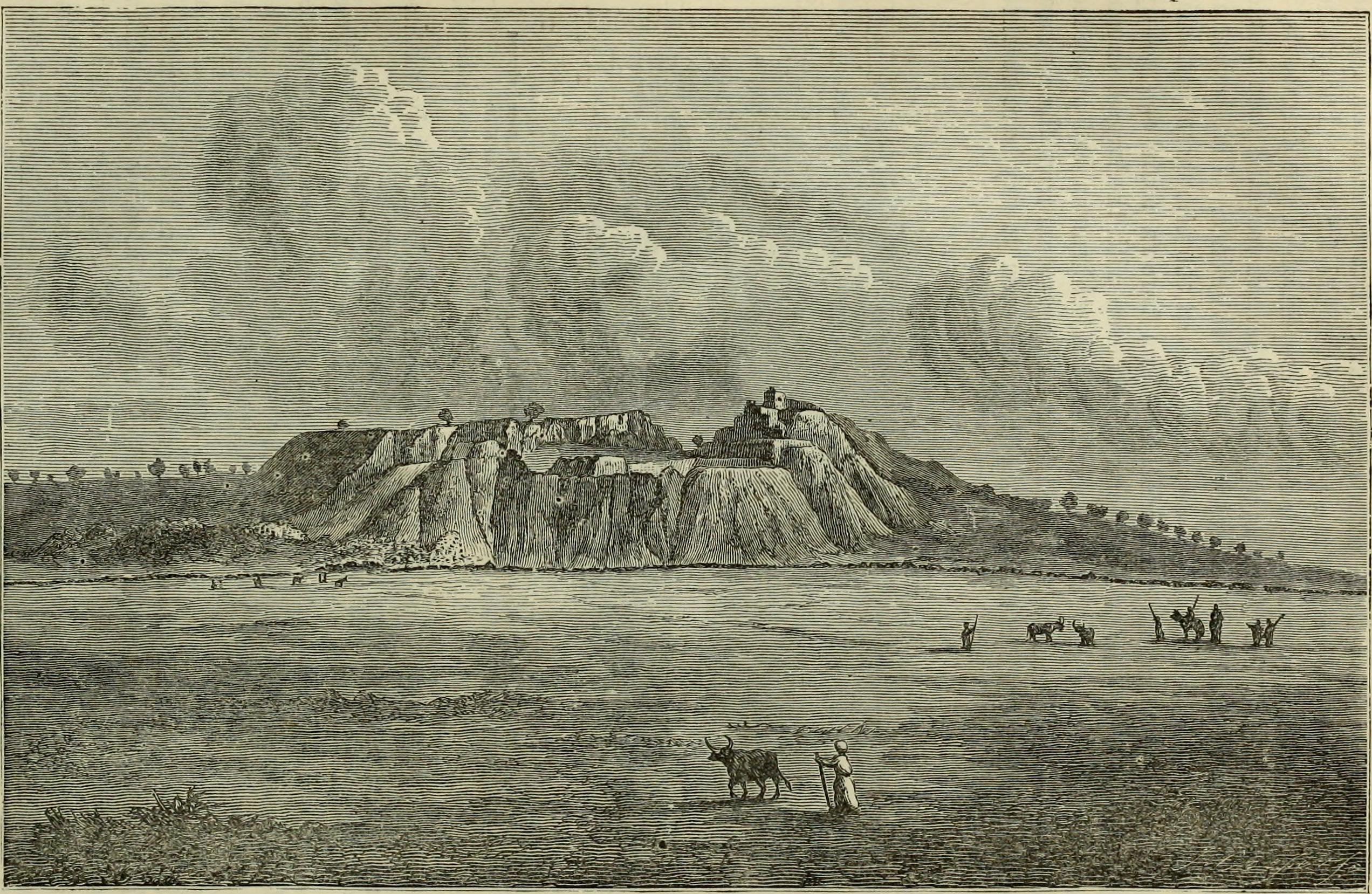
Una representació d'Hisarlik, del llibre Ílios (1880) de Schliemann. L'osca en el cim del pujol és la Trinxera de Schliemann

A l'octubre del 1871, Heinrich Schliemann començà «oficialment» a excavar el jaciment a la banda nord d'Hisarlik. Schliemann hi tornà l'abril del 1872 amb ariets i molinets, i n'excavà una àrea de 70 m d'ample entre la trinxera que havia cavat el 1871 i les excavades abans per Frank Calvert. Llavors, Schliemann també va ampliar la trinxera de nord a sud, estenent-la clarament fins a l'extrem sud del pujol. Enmig d'aquesta trinxera nord-sud, Schliemann cavà més profundament fins a trobar un llit de roca, i descobrí les restes de dues ciutadelles separades (parets IIb i IIc), que creia que eren la "Torre d'Ílion".
Al febrer del 1873, Schliemann continuà excavant en la part nord-est d'Hisarlik i feu noves excavacions al costat sud-est del turó. En aquesta temporada, Schliemann descobrí la part sud-oest de les muralles de la ciutadella de Troia II, així com la Porta FM, la seua rampa, i edificis que Schliemann creia que eren restes del palau de Príam. Schliemann tornà al jaciment el 1878 i 1879 (en què sobretot va buidar l'àrea del mig del pujol i aprofundí la trinxera nord-sud), el 1882 continuà aprofundint la trinxera nord–sud, i el 1890 excavà les parts exposades de la ciutadella de Troia II).
La trinxera de 17 metres de profunditat de nord a sud esdevingué una característica notable de l'indret, i encara és visible hui. La trinxera se cita sovint com un exemple clar de la inexperiència de Schliemann, ja que en excavar Hisarlik fins a arribar al llit de roca, Schliemann va destruir gran part del lloc, «fent així un jaciment enormement complex, més complex encara».